# Dragana Cvijić
Dragana Cvijić (Servisch: Драгана Цвијић) (Belgrado, 15 maart 1990) is een Servisch handbalster. Cvijić komt uit voor het Servisch handbalteam, in 2014 nam ze voor Servië deel aan het Europees Kampioenschap.

## Carrière

### Club
Dragana Cvijić begon in 2000 met handbal bij ŽRK Radnički Obrenovca. De volgende halte was de Servische club Rode Ster Belgrado, waarna ze in 2009 verhuisde naar de Sloveense eersteklasser RK Krim. Daarmee won ze in haar eerste seizoen zowel het Sloveense kampioenschap als de Sloveense beker. Ook in het seizoen won RK Krim de nationale dubbel, maar Cvijić stond bijna het hele seizoen aan de kant vanwege een knieblessure.
In de zomer van 2011 tekende de ze Montenegrijnse topclub ŽRK Budućnost Podgorica, waar zes seizoenen speelde. Met die ploeg werd ze in haar eerste seizoen landskampioen en won ze de Montenergijnse beker en de EHF Champions League. Kort daarna liep ze opnieuw een zware blessure op en ze keerde pas in de tweede helft van seizoen 2012/2013 terug in het team. In de 4 daarop volgende seizoenen won ze opnieuw de Montenegrijnse nationale dubbel. en in 2015 won ze met ŽRK Budućnost voor de tweede keer de EHF Champions League.
In seizoen 2017/2018 speelde ze voor ŽRK Vardar SCBT, waarmee ze Macedonisch kampioen werd, waarna ze verhuisde naar de Roemeense topclub CSM București. Met die club won ze in 2019 de Roemeense beker.
In de zomer van 2021 keerde ze terug naar RK Krim. Die club verruilde ze echter vroegtijdig voor PGK ZSKA Moskou, waarmee ze in 2022 de Russische beker won. Van seizoen 2022/2023 speelt ze bij Ferencvárosi TC.

### Nationaal team
Dragana Cvijić speelde o.a. op het EK U19 2009 in Hongarije en maakte op 18-jarige leeftijd deel uit van de Servische selectie voor het EK van 2008.
Nadat Cvijić verschillende toernooien had gemist vanwege haar knieblessures, behoorde ze weer tot de Servische ploeg op het WK 2013 in eigen land. Daar won de Servische de zilveren medaille en werd ze verkozen in het Allstar-team.